# 哈娜·马什科娃
哈娜·马什科娃（捷克語：Hana Mašková，1949年9月26日—1972年3月31日），捷克女子花样滑冰运动员。她曾代表捷克斯洛伐克参加1964年和1968年冬季奥林匹克运动会花样滑冰比赛，其中1968年冬季奥运会获得一枚铜牌。